# Panzer AG
Panzer AG — power noise/aggrotech/rock сайд-проект норвежского музыканта Andy LaPlegua, основателя futurepop-группы Icon of Coil. Группа была создана в 2004 году, исполняет музыку в жанрах Power noise, Industrial, Trance, Rock, Gospel Music.

## История
После экспериментов с множеством музыкальных стилей, таких как Futurepop в Icon of Coil, electro и industrial в Combichrist, LaPlegua продолжил свои музыкальные разработки с более агрессивным подходом как лирики, так и самой музыки. В отличие от проектов Icon Of Coil и Combichrist, которые являются чистой Electronica, Panzer AG совмещает такие направления, как Hard Rock, Gospel music и Symphonic Metal. Результатом оказался альбом This is My Battlefield выпущенный на лейбле Metropolis Records.
После успеха This is my Battlefield, группа Panzer AG продолжила работать над следующим альбомом с названием Your World is Burning, релиз которого пришёлся на 2006 год. Небольшие стилистические отклонения от This is My Battlefield приписывают большей примеси ощущения индустриального рока в стиле периода Pretty Hate Machine.

## Дискография

### Альбомы
- This is My Battlefield, Metropolis Records, 2004
- Your World is Burning, Metropolis Records, 2006